# Cot Bunot
Cot Bunot är en kulle i Indonesien.   Den ligger i provinsen Aceh, i den västra delen av landet, 1 800 km nordväst om huvudstaden Jakarta. Toppen på Cot Bunot är 125 meter över havet.
Terrängen runt Cot Bunot är varierad.Runt Cot Bunot är det tätbefolkat, med 276 invånare per kvadratkilometer. Närmaste större samhälle är Banda Aceh, 15,9 km norr om Cot Bunot. Omgivningarna runt Cot Bunot är en mosaik av jordbruksmark och naturlig växtlighet.